# Royal Rex Motors Company
Royal Rex Motors Company war ein US-amerikanischer Hersteller von Nutzfahrzeugen. Es gibt auch die Schreibweise Royal-Rex Motors Company mit Bindestrich.

## Unternehmensgeschichte
Das Unternehmen hatte seinen Sitz in Chicago in Illinois. Zwischen 1921 und 1923 stellte es Nutzfahrzeuge her. Der Markenname lautete Rex. Das Markenzeichen war ein Swastika. Die Fahrzeuge waren überwiegend für den Export gedacht. William H. Nolan leitete das Unternehmen.
Zwei Quellen geben an, dass die Fahrzeuge auch in Teilen als Completely Knocked Down (CKD) für den Zusammenbau vor Ort hergestellt wurden. Damit sollten Transportkosten gespart werden. Eine andere Quelle meint dagegen, dass die Fahrzeuge im Export den Namen CKD trugen.

## Fahrzeuge
Genannt werden Lkw in sechs verschiedenen Größen. Sie hatten Nutzlasten von einer bis fünf Tonnen. Die Vierzylindermotoren kamen von Buda.
Eine Quelle präzisiert die Nutzlasten. Demnach hatte die leichteste Ausführungen eine Tonne Nutzlast und die nächststärkere 1,5 Tonnen Nutzlast. Darüber rangierten Fahrzeuge mit 2 und 2,5 Tonnen. Die schwersten waren für 3 und 5 Tonnen Nutzlast ausgelegt. Außerdem entstanden Omnibusse.
Daneben gibt es Hinweise auf Taxis.